# Стрюково (Одесская область)
Стрюково (укр. Стрюкове) — село, относится к Николаевскому району Одесской области Украины.
Население по переписи 2001 года составляло 2066 человек. Почтовый индекс — 67042. Телефонный код — 8-04857. Занимает площадь 3,4 км². Код КОАТУУ — 5123584501.
Расположено на берегу реки Тилигул.
Образовано в 1895 году.